# Donghuamen
Donghuamen (chinesisch 东华门街道, Pinyin Dōnghuāmén Jiēdào) ist ein Straßenviertel des Stadtbezirks Dongcheng der chinesischen Hauptstadt Peking. Donghuamen liegt im Südwesten Dongchengs. Es hat eine Fläche von 5,359 km² und 61.366 Einwohner (Stand: Zensus 2010).

## Besonderheiten
Im Verwaltungsgebiet des Straßenviertels befinden sich der Platz am Tor des Himmlischen Friedens, das Tor des Himmlischen Friedens, das Kaiserpalastmuseum mit der Verbotenen Stadt, Teile der Dong Chang’an Jie, das Oberste Gericht Chinas sowie zahlreiche weitere Sehenswürdigkeiten und wichtige Institutionen.

## Administrative Gliederung
Das Straßenviertel Donghuamen setzt sich aus 13 Einwohnergemeinschaften zusammen. Diese sind:
- Einwohnergemeinschaft Changpuhe (菖蒲河社区);
- Einwohnergemeinschaft Dengshikou (灯市口社区);
- Einwohnergemeinschaft Dongchang (东厂社区);
- Einwohnergemeinschaft Duofuxiang (多福巷社区);
- Einwohnergemeinschaft Ganyu (甘雨社区);
- Einwohnergemeinschaft Huangtugang (黄图岗社区);
- Einwohnergemeinschaft Nanchizi (南池子社区);
- Einwohnergemeinschaft Shaojiu (韶九社区);
- Einwohnergemeinschaft Taijichang (台基厂社区);
- Einwohnergemeinschaft Wangfujing (王府井社区);
- Einwohnergemeinschaft Yinzha (银闸社区);
- Einwohnergemeinschaft Zhengyilu (正义路社区);
- Einwohnergemeinschaft Zhide (智德社区).